# David Koloane
David Nthubu Koloane (Alexandra, 5 giugno 1938 – Johannesburg, 30 giugno 2019) è stato un artista e gallerista sudafricano.
Nei suoi disegni, dipinti e collage, indagò questioni riguardanti l'ingiustizia politica e i diritti umani.

## Biografia
Già durante la scuola superiore cominciò ad interessarsi all'arte, che praticava nel tempo libero. Dal 1974 al 1977 Koloane frequentò corsi d'arte presso i Bil Ainsle Studios (diventati successivamente Johannesburg Art Foundation). Nel 1977 Koloane fu cofondatore della prima galleria d'arte che rappresentava artisti di colore in Sud Africa, a Johannesburg. Il suo impegno per l'arte lo portò ad insegnare, prima part-time, poi a tempo pieno, in un istituto superiore nella township. Nel 1982 fu co-curatore del Culture and Resistance Art Festival di Botswana, dal 1986 al 1988 si occupò della Fuba Art Gallery di Johannesburg, e nel 1990 coordinò il Zabalaza Festival di Londra. Inoltre, Koloane si laureò con una tesi in museologia all'Università di Londra nel 1985.
I lavori di David Koloane sono inclusi in diverse collezioni d'arte nel mondo; tra queste figurano la Johannesburg Art Gallery, la South African National Gallery a Città del Capo, e il Botswana National Museum.

## Lavoro
David Koloane lavorò in campi piuttosto disparati; egli cercò sempre una corrispondenza tra le sue opere e le controversie sociale. Figurò come collaboratore in diversi cataloghi, mostre e giurie - per menzionarne una, l'Advisory Board del National Arts Council. Pubblicò diversi articoli su testate sudafricane e internazionali. Nel 1998 Koloane ricevette nei Paesi Bassi il Premio Prince Claus motivato dal suo impegno per lo sviluppo dell'arte in Sud Africa.
"Il mio lavoro riflette il paesaggio sociopolitico, passato e presente, del Sud Africa. Le condizioni sociopolitiche create dal sistema governativo dell'apartheid hanno immobilizzato la condizione umana, rendendola l'asse attorno alla quale ruota il mio lavoro. La figura umana è diventata icona dell'espressione creativa".

## Mostre selezionate
- 2004 : "The ID of South African Artists", Amsterdam, Netherlands.
- 2003 : Goodman Gallery, Johannesburg, South Africa.
- 2002 : Goodman Gallery, Johannesburg, South Africa.
- 2001 : Goodman Gallery, Johannesburg, South Africa.
- 2000 : Liberated Voices Exhibition, Museum of African Art, New York, USA.
- 1990 : Gallery on the Market, with Michael Zondi, Johannesburg, South Africa.
- 1990 : South African Mural Exhibition, I.C.A. Gallery London, UK.
- 1990 : Art from South Africa Museum of Modern Art, Oxford, UK.
- 1989 : African encounter, Dome Gallery, New York, USA.
- 1989 : The Neglected Tradition Exhibition, Johannesburg Art Gallery, Johannesburg, South Africa.
- 1988 : Pachipamwe international artists workshop Zimbabwe National Gallery Harare, Zimbabwe.
- 1987 : Contemporary Black artists Academy Art Gallery, Paris, France.
- 1987 : Portraits: UNISA Art Gallery, Pretoria, South Africa.
- 1986 : Historical perspective of Black South African artists French Alliance, Pretoria, South Africa.
- 1985 : Fuba Gallery, Johannesburg, South Africa.
- 1985 : Gallery 198, London, UK.
- 1984 : Stockwell Studio exhibition, London , UK.
- 1982 : Art towards social development, National Gallery and Museum, Gaborone, Botswana.
- 1979 : Bill Ainslie Studios, Gallery, Johannesburg, South Africa.
- 1979 : Gallery 101, Johannesburg, South Africa.
- 1978 : Black Expo ‘78, Johannesburg, South Africa.
- 1977 : The Gallery, Johannesburg, South Africa.
- 1977 : Nedbank Gallery Killarney, Johannesburg, South Africa.